# Manjul Bhargava
Manjul Bhargava (Hamilton, 8 agosto 1974) è un matematico canadese naturalizzato statunitense conosciuto per i suoi contributi in teoria dei numeri, tra cui dei risultati inerenti alla congettura di Birch e Swinnerton-Dyer. Ha vinto la medaglia Fields nel 2014.

## Biografia
Figlio di una matematica della Hofstra University e di un chimico indiani, Bhargava cresce a Long Island. Ottiene la laurea all'università di Harvard nel 1996, e per le sue ricerche come studente universitario riceve il premio Morgan. Completa il suo dottorato nel 2001 a Princeton, sotto la supervisione di Andrew Wiles.

## Riconoscimenti
- 1996: Premio Morgan
- 2005: Premio SASTRA Ramanujan
- 2005: Clay Research Award
- 2008: Premio Cole
- 2011: Premio Fermat
- 2014: Medaglia Fields